# Nick Nurse
Nicholas David "Nick" Nurse (Carroll, Iowa, 24 de julio de 1967) es un exjugador y actual entrenador de baloncesto estadounidense que ejerce como entrenador desde que salió de la universidad. Desde 2023 es el entrenador principal de los Philadelphia 76ers.

## Trayectoria deportiva

### Universidad
Jugó cuatro temporadas con los Panthers de la Universidad del Norte de Iowa en las que promedió 7,2 puntos, 2,3 rebotes y 3,1 asistencias por partido.

### Entrenador
Comenzó su experiencia como entrenador en 1989 como asistente en su alma mater, los Northern Iowa Panthers de la División I de la NCAA, nada más terminar su carrera. En 1991, con 24 años, se convirtió en el entrenador más joven en dirigir a un equipo universitario en ese momento, la Grand View University.
Durante once años dirigió a varios equipos en Europa, principalmente en la British Basketball League inglesa, donde ganó dos ligas, en 1996 y 2000, y fue elegido en dos ocasiones como mejor entrenador de la liga, en 2000 y 2004.
En 2007, aceptó el puesto de entrenador de los Iowa Energy de la NBA Development League, que debutaba ese año en la liga. En su cuarta temporada, la 2010-2011, recibió el Premio Dennis Johnson al Entrenador del Año de la NBA D-League tras lograr el mejor balance de victorias-derrotas de la liga, 37-13. Ese año acabaría ganando su primer título de liga.
En la temporada 2011-2012 fichó por los Rio Grande Valley Vipers, con los que al año siguiente ganaría su segundo título de la D-League tras barrer en la final a dos partidos a los Santa Cruz Warriors.
En julio de 2013 aceptó el puesto de entrenador asistente de Dwane Casey en los Toronto Raptors de la NBA. Tras cinco años en el puesto, el 14 de junio de 2018 fue promocionado a entrenador principal relevando a Casey.
En 2020, Nurse fue seleccionado como entrenador del All-Star Game de la NBA 2020, como representante de la Conferencia Este. El 22 de agosto de 2020, fue nombrado Entrenador del año de la NBA.
En abril de 2023 se hace oficial su destitución como entrenador principal de los Raptors tras cinco temporadas.
El 29 de mayo de 2023 se une a los Philadelphia 76ers.

#### Selección nacional
Fue asistente del entrenador Chris Finch, de la selección de baloncesto de Gran Bretaña desde 2009 a 2012, incluyendo los Juegos Olímpicos de 2012 en Londres.
El 24 de junio de 2019, es nombrado entrenador principal de la selección de baloncesto de Canadá de cara al Mundial de 2019.
El 17 de agosto de 2021, renueva su contrato con la selección canadiense hasta los Juegos Olímpicos de 2024.
Pero en junio de 2023 es reemplazado por Jordi Fernández.

## Estadísticas como entrenador
| Equipo       | Año     | P   | V   | D   | V–D% | Finalizado       | PP | VP | DP | PV–D% | Resultado                            |
| ------------ | ------- | --- | --- | --- | ---- | ---------------- | -- | -- | -- | ----- | ------------------------------------ |
| Toronto      | 2018-19 | 82  | 58  | 24  | .707 | 1.º en Atlántico | 24 | 16 | 8  | .667  | Campeón de la NBA                    |
| Toronto      | 2019-20 | 72  | 53  | 19  | .736 | 1.º en Atlántico | 11 | 7  | 4  | .636  | Perdió en Semifinales de Conferencia |
| Toronto      | 2020-21 | 72  | 27  | 45  | .375 | 5.º en Atlántico | —  | —  | —  | —     | No playoffs                          |
| Toronto      | 2021-22 | 82  | 48  | 34  | .585 | 3.º en Atlántico | 6  | 2  | 4  | .333  | Perdió en Primera ronda              |
| Toronto      | 2022-23 | 82  | 41  | 41  | .500 | 5.º en Atlántico | —  | —  | —  | —     | No playoffs                          |
| Philadelphia | 2023-24 | 82  | 47  | 35  | .573 | 3.º en Atlántico | 6  | 2  | 4  | .333  | Perdió en Primera ronda              |
| Philadelphia | 2024-25 | 82  | 24  | 58  | .293 | 5.º en Atlántico | —  | —  | —  | —     | No playoffs                          |
| Total        | Total   | 554 | 298 | 256 | .538 |                  | 47 | 27 | 20 | .574  |                                      |